# Bathykorus
Genre
Bathykorus est un genre de narcoméduses (hydrozoaires) de la famille des Aeginidae.

## Liste d'espèces
Selon World Register of Marine Species (29 mars 2016), Bathykorus comprend l'espèce suivante :
- Bathykorus bouilloni Raskoff, 2010